# Egyptian Premier League 2012/13
Die Egyptian Premier League 2012/13 ist die 56. Saison der Egyptian Premier League, der höchsten ägyptischen Meisterschaft im Fußball seit deren Einführung im Jahr 1948/49.

## Teilnehmende Mannschaften
Insgesamt nahmen seit 1948/49 64 verschiedene Mannschaften an der Meisterschaft teil, jedoch gelang es nur al Ahly Kairo und al Zamalek SC, an allen Meisterschaften teilzunehmen.
Folgende 18 Mannschaften nehmen in der Saison 2012/13 an der Egyptian Premier League teil:
| Mannschaft             | Ort                 | Stadion                        | Kapazität |
| ---------------------- | ------------------- | ------------------------------ | --------- |
| al Ahly Kairo          | Kairo               | Cairo International Stadium    | 74.100    |
| al-Ittihad Al-Sakndary | Alexandria          | Alexandria Stadium             | 13.660    |
| al Mokawloon Al Arab   | Kairo               | Osman Ahmed Osman Stadium      | 35.000    |
| Bani Sweif SC          | Bani Suwaif         | Bani Sweif Stadium             | 10,000    |
| El Dakhleya            | Kairo               | El Sekka El Hadeed Stadium     | 20.000    |
| El-Entag El-Harby      | Kairo               | Al-Salam Stadium               | 30,000    |
| El Gouna FC            | Hurghada            | El-Guna-Stadion                | 30.000    |
| ENPPI Club             | Kairo               | Petro Sport Stadium            | 25.000    |
| Ghazl El Mahalla SC    | El Mahalla El Kubra | El Mahalla Stadium             | 29.000    |
| Haras El-Hodood SC     | Alexandria          | Haras El Hedood Stadium        | 22.000    |
| Ismaily SC             | Ismailia            | Ismailia Stadium               | 18.525    |
| Ittihad El-Shorta      | Kairo               | Police Academy Stadium         | 22.000    |
| Misr El-Makasa         | Fayoum              | Fayoum Stadium                 | 10,000    |
| Petrojet FC            | Sues                | Suez Stadium                   | 25.000    |
| Smouha Sporting Club   | Alexandria          | Alexandria Stadium             | 13.660    |
| Tala’ea El-Gaish SC    | Kairo               | Gehaz El Reyada Stadium        | 22.000    |
| Wadi Degla FC          | Kairo               | Cairo Military Academy Stadium | 22,000    |
| al Zamalek SC          | Gizeh               | Cairo International Stadium    | 74,100    |

Am 11. Juli 2013 wurde die Egyptian Premier League wegen der instabilen politischen Lage in Ägypten unterbrochen, da der ägyptische Staatspräsident Mohammed Mursi am 3. Juli 2013 vom Militär abgesetzt wurde, was Massenproteste auslöste.

## Modus
Die 18 Mannschaften wurden auf zwei Gruppen zu je neun Mannschaften aufgeteilt, die in Hin- und Rückspiel ausgetragen werden, jedoch wurde diese Runde nicht beendet. Die Gruppensieger und -zweiten wärden für das Meisterschafts-play-off qualifiziert gewesen, die Mannschaften auf den Rängen 7 bis 9 hätten in der Relegation um den Klassenerhalt antreten müssen. Alle vier Teilnehmer an den Meisterschafts-play-offs sowie al-Ittihad Al-Sakndary und El-Entag El-Harby als Teilnehmer der Relegation standen bereits fest.

## Tabellen

### Gruppe A
| Pl.                  | Verein               | Sp. | S  | U | N | Tore    | Diff. | Punkte |
| -------------------- | -------------------- | --- | -- | - | - | ------- | ----- | ------ |
| 1.                   | al Ahly Kairo        | 15  | 13 | 0 | 2 | 027:100 | +17   | 39     |
| 2.                   | ENPPI Club           | 15  | 8  | 5 | 2 | 024:150 | +9    | 29     |
| 3.                   | Smouha Sporting Club | 16  | 7  | 6 | 3 | 019:900 | +10   | 27     |
| 4.                   | Bani Sweif SC        | 15  | 5  | 6 | 4 | 010:100 | ±0    | 21     |
| 5.                   | Haras El-Hodood SC   | 15  | 4  | 5 | 6 | 014:160 | −2    | 17     |
| 6.                   | El Gouna FC          | 15  | 3  | 5 | 7 | 012:190 | −7    | 14     |
| 7.                   | Wadi Degla FC        | 15  | 4  | 2 | 9 | 012:200 | −8    | 14     |
| 8.                   | Misr El-Makasa       | 15  | 2  | 6 | 7 | 009:170 | −8    | 12     |
| 9.                   | Ghazl El Mahalla SC  | 15  | 2  | 5 | 8 | 014:250 | −11   | 11     |
| Stand: 22. Juni 2013 |                      |     |    |   |   |         |       |        |

### Gruppe B
| Pl.                  | Verein                 | Sp. | S  | U | N | Tore    | Diff. | Punkte |
| -------------------- | ---------------------- | --- | -- | - | - | ------- | ----- | ------ |
| 1.                   | al Zamalek SC          | 15  | 13 | 0 | 2 | 026:110 | +15   | 39     |
| 2.                   | Ismaily SC             | 16  | 9  | 3 | 4 | 020:110 | +9    | 30     |
| 3.                   | Ittihad El-Shorta      | 15  | 6  | 4 | 5 | 021:150 | +6    | 22     |
| 4.                   | Tala’ea El-Gaish SC    | 15  | 5  | 5 | 5 | 019:210 | −2    | 20     |
| 5.                   | al Mokawloon Al Arab   | 15  | 5  | 4 | 6 | 021:200 | +1    | 19     |
| 6.                   | El Dakhleya            | 15  | 5  | 4 | 6 | 010:110 | −1    | 19     |
| 7.                   | Petrojet FC            | 15  | 4  | 5 | 6 | 016:210 | −5    | 17     |
| 8.                   | al-Ittihad Al-Sakndary | 15  | 3  | 5 | 7 | 010:190 | −9    | 14     |
| 9.                   | El-Entag El-Harby      | 15  | 0  | 6 | 9 | 009:230 | −14   | 06     |
| Stand: 23. Juni 2013 |                        |     |    |   |   |         |       |        |

## Torschützenliste
| Pl.                  | Name                        | Mannschaft             | Tore |
| -------------------- | --------------------------- | ---------------------- | ---- |
| 01.                  | William Jebor               | Tala’ea El-Gaish SC    | 10   |
| 02.                  | Ahmed Hassan Mekky          | Haras El-Hodood SC     | 07   |
| 03.                  | Saied Kamal                 | Ittihad El-Shorta      | 06   |
| 03.                  | Ahmed Raouf                 | ENPPI Club             | 06   |
| 03.                  | Momen Zakaria               | ENPPI Club             | 06   |
| 06.                  | Abdul Fattah Al Agha Noaman | Wadi Degla FC          | 05   |
| 06.                  | John Antwi                  | Ismaily SC             | 05   |
| 06.                  | Mohamed Ibrahim             | al Zamalek SC          | 05   |
| 06.                  | Musa Kabiru                 | al Mokawloon Al Arab   | 05   |
| 06.                  | Alaa Kamal                  | al-Ittihad Al-Sakndary | 05   |
| 06.                  | Mohamed Yehia               | Smouha Sporting Club   | 05   |
| Stand: 23. Juni 2013 |                             |                        |      |